# Elisa Qualizza
Elisa Qualizza (Monfalcone, 12 luglio 1988) è una kickboxer italiana. Il suo palmares conta 55 gare da professionista e 250 gare da dilettante.

## Biografia
Inizia il suo percorso con gli sport da combattimento all'età di 15 anni, nel 2003, nella palestra del maestro campione del mondo Lucio Collovigh. Inizia praticando le discipline a contatto leggero (point fighting, light contact), nel 2008 passa al contatto pieno (full contact e low kick).

### Carriera da dilettante
Dopo aver disputato 250 incontri da dilettante nelle varie discipline (point fighting, light contact e full contact), nel 2008 passa definitivamente al contatto pieno (full contact, low kick, e Muay Thai).
Nel 2006 vince il titolo italiano dilettanti che riconfermerà nel 2008 e nel 2009.

### Carriera da professionista
Nel 2010 vince i campionati italiani WFC PRO contro Francesca Lungi, campionessa italiana in carica.
Nello stesso anno vince il titolo mondiale WFC pro contro la francese Ponson Maud.
Riconferma il titolo mondiale nel 2011 contro Rossella de Simone vincendo per knock-out alla quarta ripresa e nel 2012 contro Martina Marcinelli.
Tra i tanti incontri disputati e vinti vince sempre nel 2012 un 'prestige fight' contro Veronica 'Ringhio' Vernocchi, già campionessa dei tornei 'Oktagon' e 'Thai boxe mania'.
Dopo la pausa per maternità nel 2014 Elisa ritorna sul ring e nel 2014 vince il titolo mondiale WFC PRO contro Carol Puissant, pluricampionessa francese in carica.
Sempre nel 2014 disputa il mondiale PRO di Mauy Thai Full Rules WFMC/AFSO contro la tedesca Julia Symmanek, campionessa mondiale in carica, perdendo per una scorrettezza dell'avversaria. Il titolo verrà poi riconosciuto ad Elisa dalla federazione dopo aver esaminato l'incontro.
Nel 2016, nel mese di febbraio, disputa il Campionato Europeo professionisti ISKA in Francia contro Sara Surrel nella disciplina del Full Contact.

## Titoli principali
- 2014 - Titolo mondiale WFC professionisti Kick boxing 62 kg.
- 2014 - Titolo mondiale MUAY THAI FULL RULES WFC 63 kg.
- 2012 - Titolo mondiale WFC professionisti Kick boxing 58 kg.
- 2012 - Titolo europeo WFC professionisti Kick boxing 58 kg.
- 2012 - The best of the best WFC 60 kg VS Veronica "Ringhio" Vernacchi.
- 2011 - Titolo mondiale WFC professionisti Kick boxing 58 kg.
- 2010 - Titolo europeo WFC professionisti Kick boxing 58 kg.
- 2010 - Titolo italiano WFC professionisti Kick boxing 58 kg.

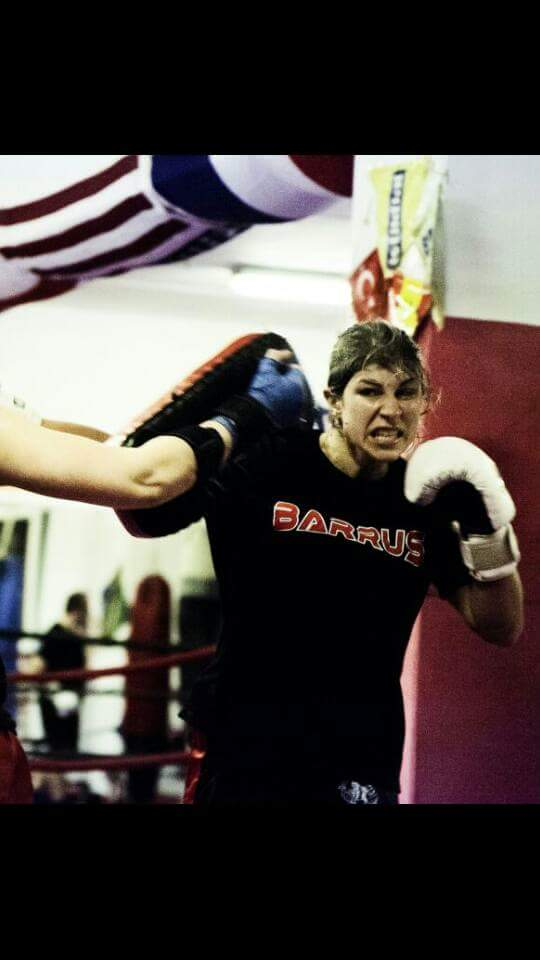
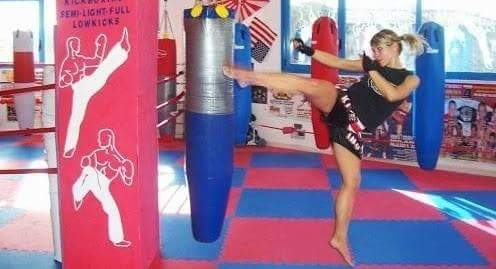
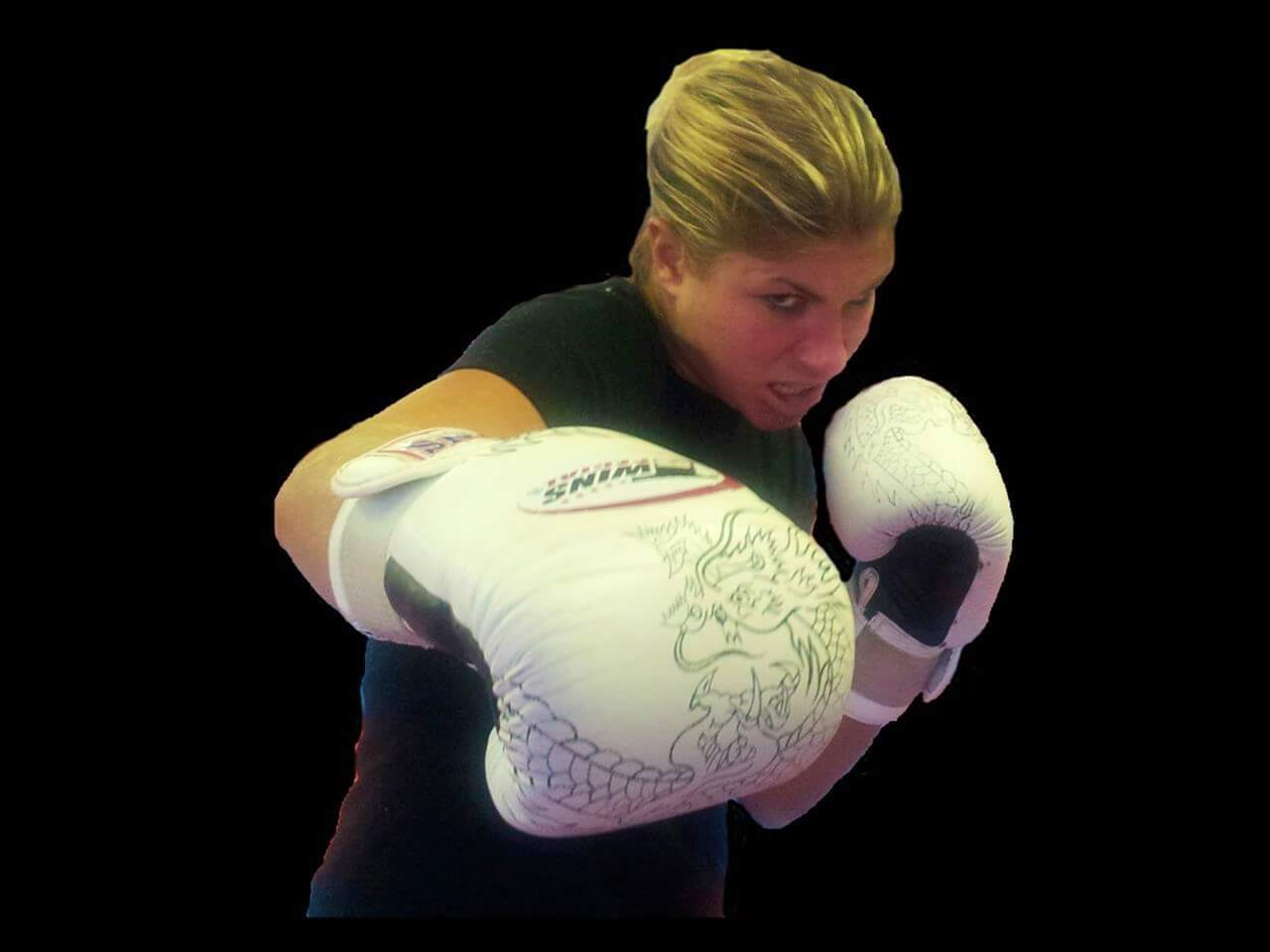
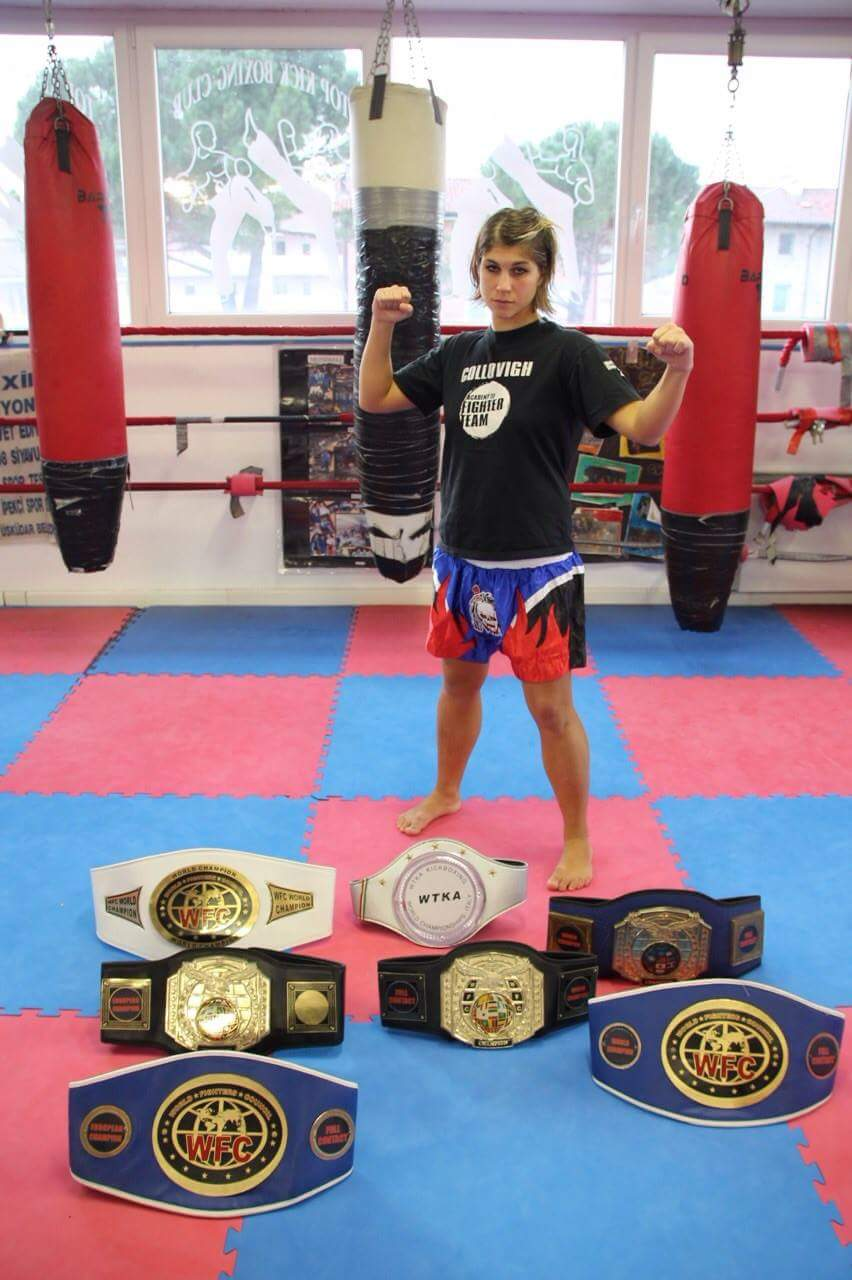
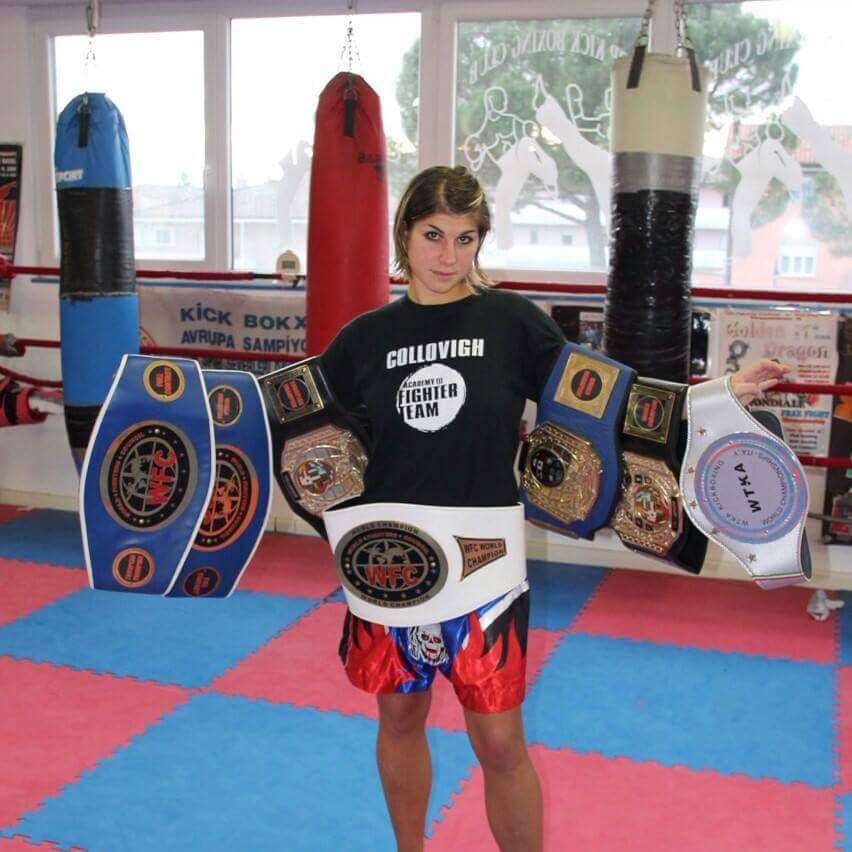
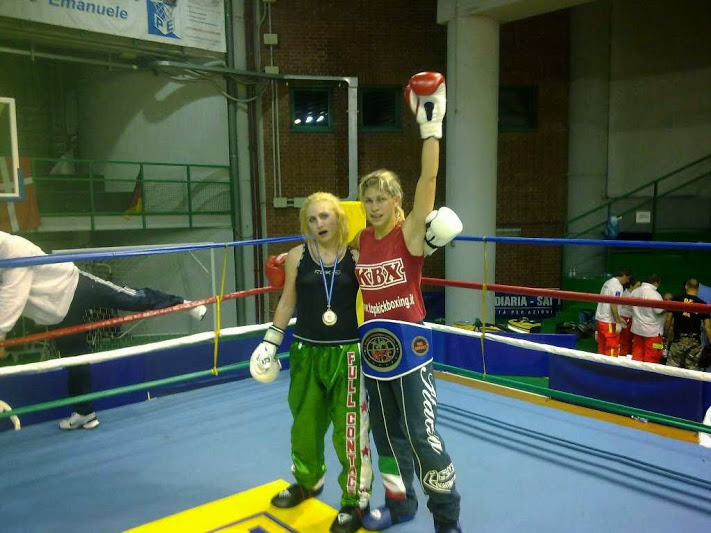
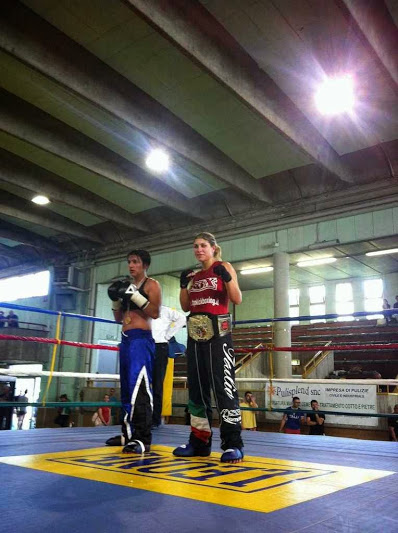
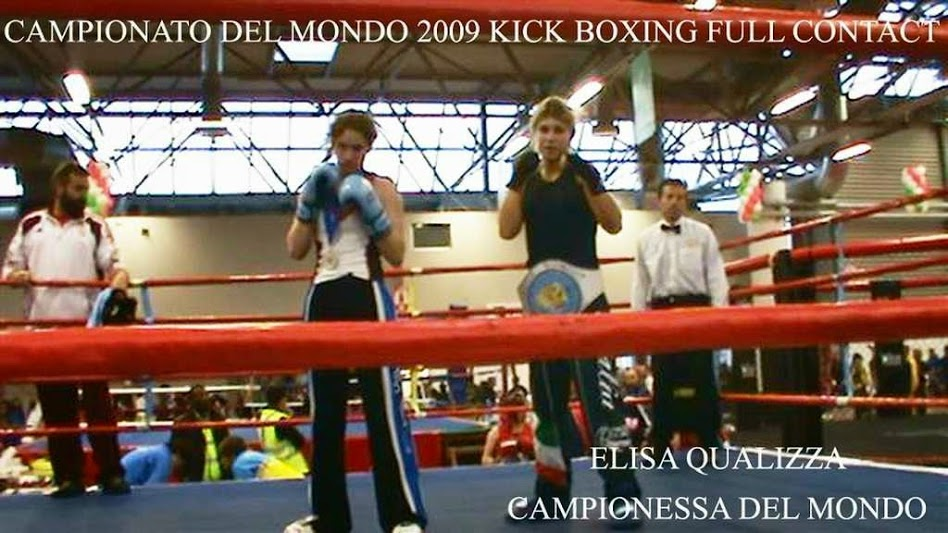